# Eburodacrys stahli
Eburodacrys stahli là một loài bọ cánh cứng trong họ Cerambycidae.